# جيم شيبارد
جيم شيبارد (بالإنجليزية: Jim Sheppard)‏ هو عازف باس أمريكي، ولد في 8 مايو 1961 في سياتل في الولايات المتحدة.

## وصلات خارجية
- الموقع الرسمي
- جيم شيبارد على موقع ميوزك برينز (الإنجليزية)
- جيم شيبارد على موقع أول ميوزيك (الإنجليزية)
- جيم شيبارد على موقع ديسكوغز (الإنجليزية)